# Tokugawa Masako
Tokugawa Masako (23 de noviembre de 1607 - 2 de agosto de 1678) , en japonés 徳川 和子, también conocida como Kazu-ko, fue la Emperatriz consorte de Japón como esposa del emperador Go-Mizunoo. Fue una figura prominente e influyente en los lazos y relaciones entre el Imperio y el shogunato, debido a su colaboración con sus padres Oeyo y Tokugawa Hidetada, el segundo shogun del periodo Edo. 

## Historia
- 1620 (Genna 6): Masako entró en palacio como consorte del emperador Go-Mizunoo . Aunque ya existía una concubina para Go-Mizunoo, el matrimonio con Masako se celebró con gran pompa.[2]
- 1624 : a Masako se le concede el título de chūgū (中宮), lo que indica que era una segunda esposa legítima y, por lo tanto, una emperatriz consorte establecida. Es la primera consorte en ostentar este título desde el reinado del emperador Go-Hanazono.[3]
- 1629 : Cuando el emperador Go-Mizunoo abdicó en 1629, Masako tomó el título y nombre de Tōfuku mon-in (東福門院?).[4]

La hija de Masako, la princesa imperial Onna-Ichi-no-miya Okiko, sucedió a su padre. Ascendió al Trono del Crisantemo como Emperatriz Meishō. Meishō sería sucedida por dos de sus medio hermanos, quienes más tarde serían conocidos como Emperador Go-Kōmyō y Emperador Go-Sai . Masako había criado a ambos como si fueran sus propios hijos.
Masako tuvo dos hijas menores: la princesa Teruko (1625-1651), que se casó con Konoe Hisatsugu, y la princesa Akiko (1629-1675), también conocida como la Tercera Princesa.

## Logros
Usó su riqueza para unir Edo y Kioto y también para ayudar a mantener los altos estándares de la corte. También lo utilizó para restaurar edificios importantes que habían sido dañados en los años anteriores de guerra. Muchas de estas restauraciones fueron originalmente atribuidas a su hermano Iemitsu, o a su esposo, pero recientemente se le han atribuido adecuadamente a ella. Otra forma importante en la que utilizó su dinero fue como representación del clan Tokugawa. Cuando Masako y Lady Kasuga rompieron un tabú al visitar la corte imperial como plebeyos, el emperador Go-Mizunoo abdicó, avergonzado, y Meisho se convirtió en emperatriz. El shōgun, Tokugawa Iemitsu, era ahora el tío de la monarca en ejercicio.

## Familia
- Padre: Tokugawa Hidetada (1581-1632)
- Madre: Oeyo (1573-1626)
- Marido: Emperador Go-Mizunoo (1596-1680)
- Niños:
  - Princess Okiko (女一宮興子内親王 Onna-ichi-no-miya Okiko Naishinnō?, 1624–1696) , se convirtió en emperatriz Meishō.
  - Princess ? (女二宮 Onna-ni-no-miya?, 1625–1651)  se casó con Konoe Hisatsugu
  - Prince Sukehito (高仁親王 Sukehito Shinnō?, 1626–1628)
  - Prince Waka (若宮 Waka-no-miya?, 1628)
  - Princess Akiko (女三宮昭子内親王 Onna-San-no-miya Akiko Naishinnō?, 1629–1675)
  - Princess Yoshiko (女五宮賀子内親王 Onna-Go-no-Miya Yoshiko Naishinnō?, 1632–1696)  se casó con Nijō Mitsuhira.
  - Princess Kiku (菊宮 Kiku-no-miya?, 1633–1634)
- Adoptado:
  - Emperador Go-Kōmyō
  - Emperador Go-Sai

## Intereses
- La emperatriz Masako fue una mecenas de las artes. Coleccionó antigüedades y arte contemporáneo. También era experta en caligrafía e incursionó en la poesía.